# 格拉包湖

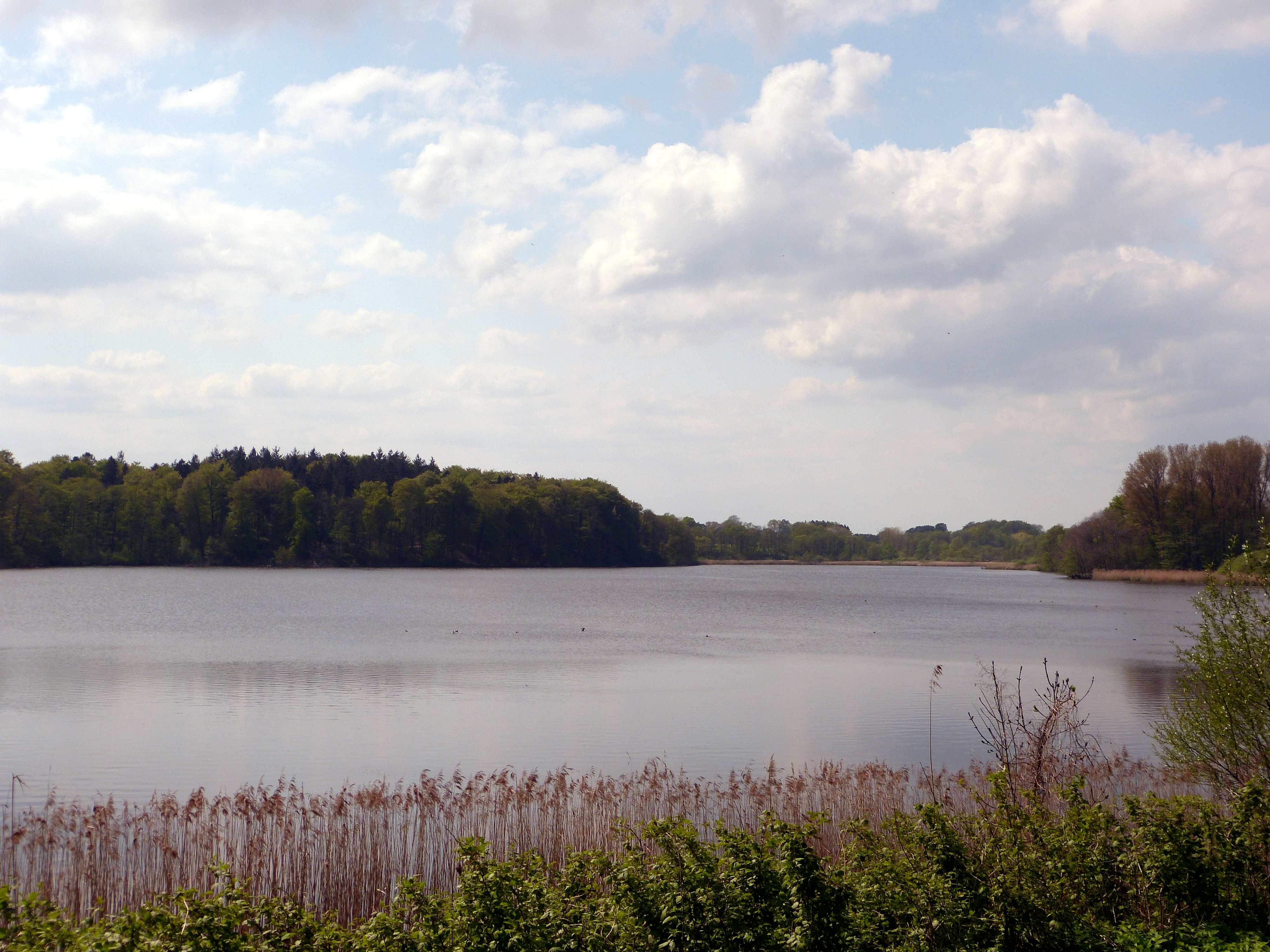

53°48′0.791813″N 10°15′51.398849″E / 53.80021994806°N 10.26427745806°E
格拉包湖（德語：Grabauer See），是德國的湖泊，位於該國北部石勒蘇益格-荷爾斯泰因州，由施托爾曼縣負責管轄，面積0.32平方公里，海拔高度18米，平均水深1.6米，最大水深2.3米，水體容量49.6萬立方米，湖岸線長度3公里。